# Tema do Mar Egeu
O Tema do Mar Egeu (em grego: θέμα τοῦ Αἰγαίου Πελάγους; romaniz.: thema tou Aigaiou Pelagous) ou simplesmente Tema do Egeu foi um tema (província civil-militar) bizantino fundado em meados do século IX. Como um dos três temas navais do Império Bizantino, seu objetivo principal era prover navios e tripulações para a marinha bizantina, mas também servia como uma circunscrição administrativa.

## História
O tema tem as suas origens na antiga província romana das Ilhas (em latim: Insulae; em grego:  Nήσοι), que abrangias ilhas do leste e sudeste do mar Egeu chegando até Tênedos. O termo Aigaion Pelagos aparece pela primeira vez como uma circunscrição administrativa no início do século VIII, através de selos de diversos de seus comerciários (kommerkiarioi; oficiais de alfândega). Um deles, datado de 721-722, chega mesmo a fazer referência a um oficial encarregado de todas as ilhas gregas, possivelmente implicando na extensão da antiga província sobre as ilhas do norte e do oeste do Egeu também. Militarmente, as ilhas do Egeu estavam sob o domínio dos carabisianos e, posteriormente, do Tema Cibirreota durante os séculos VII e VIII. A partir daí, porém, dois comandos separados aparecem no Egeu: o "drungário do Mar Egeu", aparentemente controlando a metade setentrional, e o "drungário das 'Doze Ilhas'" (Dodecaneso - as Cíclades) ou "do Golfo (Kolpos)", encarregado do sul. Este último comando eventualmente evoluiu para se tornar o Tema de Samos, enquanto que o primeiro se tornou o Tema do Egeu, abrangendo tanto as ilhas do Egeu setentrional quanto o Dardanelos e a costa sul do Propôntida. O Tema do Egeu deve ter sido criado em 843, pois seu estratego não aparece no Taktikon Uspensky de 842-843, que ainda lista o drungário, mas já aparece ativo em Lesbos no mesmo ano.
O Tema do Egeu serviu como um tema regular, subdividido em turmas e bandoss e com uma guarnição completa de oficiais militares, civis e fiscais. Nas áreas do Dardanelos e do Propôntida, porém, o drungário e, posteriormente, o estratego do Egeu provavelmente dividia sua autoridade com o conde do Tema Opsiciano, a quem a jurisdição sobre estes territórios pertencia. O conde dos opsicianos provavelmente manteve a autoridade sobre a administração civil e a defesa local, enquanto que o Tema Egeu cuidava unicamente de equipar os navios e conseguir tripulações para manejá-los. Um processo similar ocorria no Tema de Samos também. Esta teoria é reforçada pelo fato de que os opsicianos e especialmente os eslavos (esclabesianos, sklabesianoi) que viviam no Tema Opsiciano aparecem servindo como fuzileiros no século X. De acordo com o imperador bizantino Constantino VII Porfirogênito (r. 913–959), no início do século X o tema incluía Lesbos (a capital do estratego), Lemnos, Imbros e Tênedos, Quios (posteriormente transferida para Samos), as Espórades e as Cíclades. De acordo com Hélène Ahrweiler, as Cíclades foram provavelmente transferidas para ele quando o comando naval de Dodecaneso/Golfo foi repartido e o Tema de Samos fundado a partir de seus restos no final do século IX. Em 911, as forças do Tema do Egeu somavam 2 610 remadores e 400 fuzileiros.
A província sobreviveu até o final do século X e início do XI, quando ela foi progressivamente sendo dividida em comandos menores. Conforme as Cíclades e as Espórades, Quios e a região de Abidos passaram a ter seus próprios estrategos, o Tema Egeu se tornou uma província puramente civil abrangendo somente a costa do Propôntida e a região à volta de Constantinopla. Pelo final do século XI, o que restava da antiga frota do tema foi incorporada na marinha imperial unificada em Constantinopla sob o comando de um mega-duque. Depois disso, em algum momento do século XII, o Tema do Egeu parece ter sido incorporado pelo Tema Opsiciano numa única província, conforme atestado no Partitio terrarum imperii Romaniae de 1204. O tema deixou de existir quando o Império Bizantino foi conquistado pela Quarta Cruzada neste mesmo ano.